# Kumla
Kumla er en by og administrationscenter i Kumla kommune, med et indbyggertal på 14.062 (2010).
I byen ligger Anstalten Kumla, hvori nogle af Sveriges farligste kriminelle er fængslet.
Der var tidligere en omfattende produktion af skotøj i byen, men nu er der kun seks skotøjsfabrikker tilbage.